# Израильско-науруанские отношения
Израильско-науруанские отношения — двусторонние дипломатические и иные отношения между Израилем и Науру. У Израиля есть нерезидентный посол в Иерусалиме и почётный консул в округе Ярен, Науру имеет почётное консульство в Рош-ха-Аине.

## История
С момента обретения независимости в 1968 году Науру, равно как и некоторые другие государства региона, Микронезия и Маршалловы Острова, последовательно поддерживает Израиль в различных международных организациях, в том числе и при голосовании на Генассамблее ООН.
В 2010 году президент Науру Маркус Стивен и министр иностранных дел и торговли Науру доктор Кирен Адоган Кеке вместе с послом Науру в ООН Марлен Моузес посетили Израиль. Президент Стивен встретился со своим израильским коллегой Шимоном Пересом и выразил безоговорочную поддержку Израилю со стороны своей страны.
Во время визита в Израиль президент Маркус Стивен вместе с президентом Микронезии Имануэлом Мори посадил дерево в честь добрых дипломатических отношений между двумя странами.
В этом же году президент Науру назначил Давида Бен-Бассата консулом Науру в Израиле.
В 2011 году было подписано соглашение о взаимной отмене виз для туристических поездок.
29 ноября 2012 году Науру стала одной из 9 стран, поддержавших Израиль при голосовании в ООН по вопросу предоставления Палестинской администрации статуса наблюдателя в этой организации.
В первой половине июня 2017 года состоялся официальный визит науруанского президента в Израиль. Барон Вака встретился с главой израильского правительства Нетаньягу. Лидер островного государства просил оказать помощь его стране в сфере медицины, водоснабжения, очистки сточных вод и высоких технологий. На встрече со своим коллегой Реувеном Ривлиным, науруанский президент пообещал ему привлечь другие страны Океании к поддержке Израиля в международных организациях, а также пригласил его посетить Науру.
В августе 2019 года правительство Науру объявило о признании Иерусалима столицей Израиля.